# Adam Hanka
Adam Hanka (* 27. února 1989) je český odborník na informatiku a umělou inteligenci, spoluzakladatel a předseda politické strany Volt Česko a její lídr do voleb do Evropského parlamentu v roce 2024.

## Kariéra
Adam Hanka se narodil v roce 1989. V průběhu studia na libereckém gymnáziu strávil rok na střední škole v německém Brandenburgu. Mezi lety 2009 a 2013 studoval na Matematicko-fyzikální fakultě Univerzity Karlovy obor Computer Science and Programming. Poté pokračoval na Institutu Maxe Plancka pro Informatiku a v letech 2013–2015 studoval na Sárské univerzitě v německém Saarbrückenu magisterský obor vizuální informatika.
Během studia pracoval Adam Hanka jako programátor a výzkumník v oboru strojového učení, umělé inteligence a vizuální informatiky pro německý startup IT Inkubator GmbH. Po přesunu do Prahy v roce 2016 začal pracovat pro firmu Avast Software. Od roku 2018 pracuje ve firmě Creative Dock, kde dnes zastává funkci Head of Data and AI a věnuje se inovačním projektům.
Mezi lety 2007 a 2020 působil v neziskové dobrovolnické organizaci AFS Mezikulturní programy, kde se zabýval především vzděláváním a rozvojem dobrovolnické komunity, později vedl tým školitelů a mezi lety 2017–2019 byl členem správní rady národní organizace AFS Mezikulturní programy, o.p.s. 

## Politika
V březnu 2019 se Adam Hanka připojil k hnutí Volt Europa, které vzniklo v reakci na rostoucí populismus v evropské politice. V České republice nejprve založil Volt jako sdružení, jehož primárním cílem byl sběr podpisů a příprava založení politické strany. Spolu s Lucií Michel Lekešovou  a Janem Klátilem založili 29. června 2022 Volt Česko jako politickou stranu registrovanou podle zákonů České republiky.
V roce 2022 se Adam Hanka zúčastnil voleb do Zastupitelstva hl. m. Prahy jako vedoucí kandidát Volt Česko.
V listopadu 2023 byli Adam Hanka společně s Barborou Hrubou zvoleni do čela kandidátky Volt Česko pro volby do Evropského parlamentu v roce 2024. Nakonec ve volbách do Evropského parlamentu v červnu 2024 kandidoval z pozice člena strany Volt na 3. místě kandidátky uskupení „SEN 21 a Volt Česko“. Uskupení však získalo pouze 0,33 % hlasů a zvolen tak nebyl.
Ve sněmovních volbách v roce 2025 kandiduje za stranu Volt jako lídr její kandidátní listiny v Libereckém kraji.

### Politická pozice
Hanka věří v silnou občanskou společnost a je přesvědčen, že hlubší evropská integrace je nezbytná pro řešení mezinárodních problémů 21. století, jako jsou např. ochrana klimatu, digitalizace nebo ochrana lidských práv.  Jeho hlavními politickými tématy jsou vzdělávání, transformace na uhlíkově neutrální ekonomiku a podpora inovací a technologického rozvoje.

#### Evropská politika
Adam Hanka prosazuje zrušení práva veta při hlasování v Evropské radě, aby se zabránilo vydírání Evropské unie jednotlivými členskými státy. Volá po reformě Evropské unie a její federalizaci, vytvoření společné obranné politiky a Evropské armády. Požaduje co nejrychlejší vstup České republiky do eurozóny. 

#### Digitalizace
Hanka považuje rozvoj umělé inteligence a jazykových modelů v Evropě za zásadní pro budování evropské suverenity a zdůrazňuje, jak je důležité, aby tyto modely odpovídaly evropským hodnotám. K tomu je nezbytné, aby k jejich vývoji byly použity adekvátní data, na kterých se jazykové modely “učí”.  Zdůrazňuje také, že při vývoji musí být dostatečně kladen důraz na etický rozměr. Kritizuje Evropskou unii za dosavadní nedostatečnou aktivitu v této problematice a požaduje vytvořit formu evropské spolupráce po vzoru CERN nebo Agentury EU pro Kosmický program (EUSPA).